# 柏木俊夫
柏木 俊夫（かしわぎ としお、1912年9月24日 - 1994年12月7日）は、日本の作曲家、音楽理論家。東京学芸大学名誉教授。

## 人物・来歴
兵庫県洲本市出身。『和声 理論と実習』の共著者として知られる。東京学芸大学教授、東京芸術大学講師、千葉経済大学教授を歴任。
旧制洲本中学校卒業、東京音楽学校（東京藝術大学の前身）作曲科第1期生卒業。同校で信時潔、クラウス・プリングスハイムらに師事した。
1950年、イタリアのジェノヴァでの作曲コンクールにおいてピアノ曲「芭蕉の奥の細道による気紛れなパラフレーズ」で入賞した。他には声楽曲が多い。1985年、勲三等瑞宝章を受章。
1994年12月7日、心不全のため死去。

## 著書
- 『和声 理論と実習 1～3巻、別冊』（共著者として）音楽之友社
- 『二声対位法 基礎からフーガまで』1990年4月10日発行。改訂増補版 2013年5月10日発行。東京コレギウム